# The Vision Bleak
The Vision Bleak ist eine Gothic-Metal-Band aus Deutschland. Sie besteht aus den Musikern Markus Stock (alias Ulf Theodor Schwadorf) (Bass, Gitarren, Keyboards, Gesang) und Tobias Schönemann (alias Allen B. Konstanz) (Schlagzeug, Gesang, Keyboards – auch Gesang, Schlagzeug und Piano bei Ewigheim). Der Bandname bedeutet frei übersetzt „Düstere Aussichten“.

## Geschichte

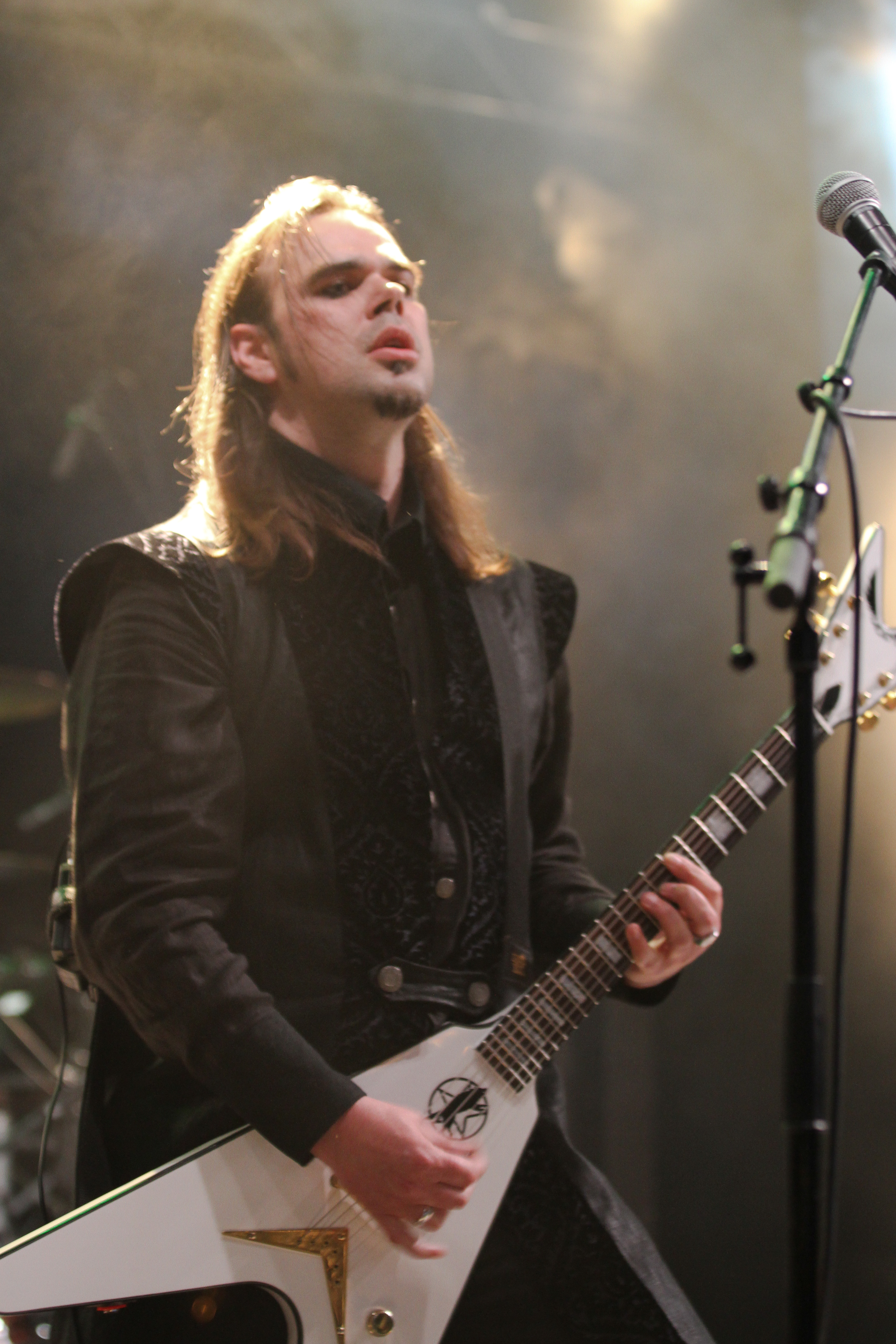
Markus Stock alias Ulf Theodor Schwadorf auf dem WGT 2013

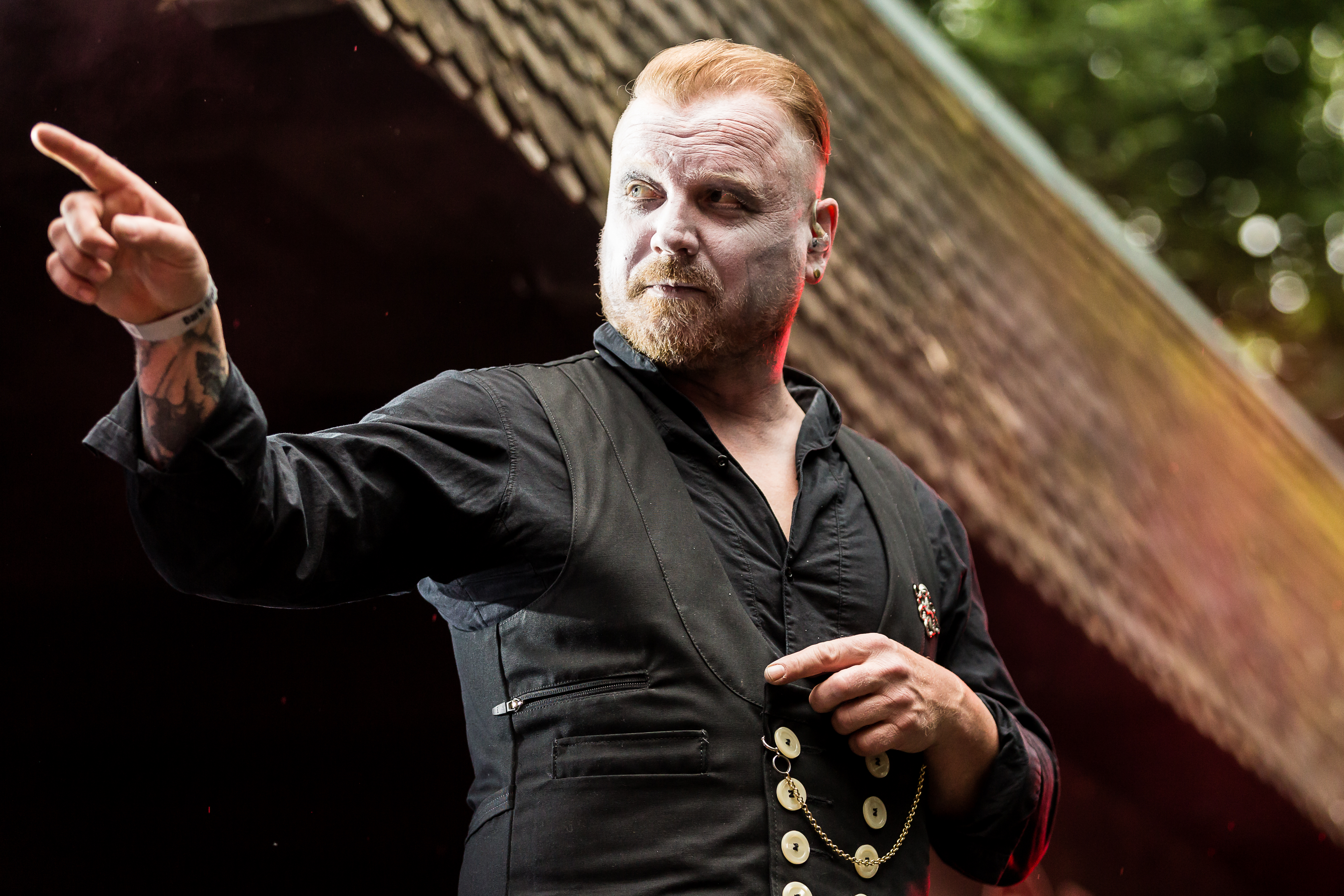
Tobias Schönemann alias Allen B. Konstanz auf dem Dark Troll Festival 2025

Die Band The Vision Bleak wurde im Jahr 2000 von Markus Stock, der unter dem Künstlernamen Ulf Theodor Schwadorf auftritt, und Tobias Schönemann mit dem Künstlernamen Allen B. Konstanz gegründet. Die Demo-EP Songs of Good Taste, die vier Titel enthält, erschien im Jahr 2001.
Nach dem achtjährigen Werdegang seiner Metal- und Folk-Band Empyrium löste Schwadorf diese mit dem Erscheinen des Albums Weiland im Jahr 2002 auf, um sich nur noch auf The Vision Bleak zu konzentrieren und dort seine musikalischen Ideen auszuleben, die er bei Empyrium nicht verwenden konnte. Zudem sollte eine Band entstehen, die auch Live-Auftritte absolviert.
Im November 2003 erschien über das Label Prophecy Productions, über welches auch schon Empyrium veröffentlichten, die Single-CD Lone Night Rider, die neben dem Titelstück auch das Lied Elisabeth Dane enthielt. Beide Stücke sind auch auf dem Debüt-Album The Deathship Has a New Captain zu finden; dieses folgte drei Monate später am 23. Februar 2004, ebenfalls veröffentlicht durch Prophecy Productions. Zum Lied Wolfmoon wurde ein Musikvideo gedreht und veröffentlicht. Im folgenden Jahr erschien am 29. August 2005 das zweite Studio-Album Carpathia – A Dramatic Poem.
Im Januar 2007 begannen The Vision Bleak die Studioarbeit am dritten Album in Schwadorfs Tonstudio Klangschmiede Studio E. Auf ihrer Website veröffentlichten sie im März ein zweiteiliges Video, welches Einblicke in die Aufnahmen von Schlagzeug, Gitarre und Bass und damit einen kleinen Vorgeschmack auf das kommende Album bot. Hier sieht man einerseits Konstanz das Schlagzeug zu The Black Pharaoh Part II und andererseits Schwadorf die Gitarre und den Bass zu The Demon of the Mire einspielen. Nach mehr als sechs Monaten Arbeit im Studio erschien das Album am 31. August 2007 unter dem Titel The Wolves Go Hunt Their Prey.
Das vierte Studioalbum Set Sail to Mystery erschien am 2. April 2010 über Prophecy Productions. Wie die Vorgängeralben wurde es in Schwadorfs Tonstudio Klangschmiede Studio E aufgenommen. Die Aufnahmen fanden vom April 2009 bis Januar 2010 statt. Dieser lange Zeitraum war der Benutzung des Tonstudios durch andere Bands geschuldet. Als Gastmusiker beteiligten sich die Sopranistin Sophia Brommer sowie der Tenor Thomas Helm. Auf der zweiten CD der Special Edition ist zudem Niklas Kvarforth, der Sänger der schwedischen Band Shining, in einer alternativen Gesangsversion des Stückes I Dined with the Swans zu hören.
Am 27. September 2013 erschien mit Witching Hour das fünfte Studioalbum der Band, wie die Vorgängerveröffentlichungen über Prophecy Productions. Zum Song The Wood Hag veröffentlichte das Label im Voraus Anfang September ein Musikvideo in Stop-Motion-Technik. Am 3. Juni 2016 erschien The Unknown. Nach einiger Stille um die Band, folgte am 12. April 2024 Weird Tales – ein Konzeptalbum, das aus einem einzigen, knapp über 40 Minuten langen Stück besteht. Es ist in musikalische Themen geteilt und setzt nicht auf klassische Songstrukturen wie Refrains. Inhaltlich bezieht es sich auf das gleichnamige Literaturmagazin, spielt mit Texten von C. A. Smith und H. P. Lovecraft sowie als Ausnahme dem Film The Witch. Das Konzeptwerk wurde positiv aufgenommen, wurde im deutschen Metal Hammer nach Abstimmung der Redaktion das Album des Monats im Mai 2024.

## Stil

### Konzept und Texte
Textlich und auch beim Erschaffen der düsteren musikalischen Stimmung orientieren sich The Vision Bleak an Horrorliteratur und Horrorfilmen, aus welchen beispielsweise Themen, Textpassagen und Samples verwendet werden.
Die Demo-CD Songs of Good Taste aus dem Jahr 2001 enthält vier Titel. Eines davon ist eine düster-romantische Coverversion des Hits Nights in White Satin von The Moody Blues. Auch die anderen drei Stücke tragen eine dunkle, romantische Stimmung mit sich und behandeln textlich die Wirkungen der atmosphärischen nächtlichen Natur auf den Menschen (To the Silent Waters und The Sleepy Song) und die Melancholie des Lebens (The World Today).
Auf dem Debütalbum The Deathship Has a New Captain nimmt das Lied Horror of Antarctica Bezug auf die Horrorgeschichte Berge des Wahnsinns von H. P. Lovecraft, von dem ebenfalls die gleichnamige Vorlage für Dreams in the Witch-House (auf dem Nachfolgealbum Carpathia) stammt. Night of the Living Dead ist am gleichnamigen Film orientiert und Wolf Moon behandelt den Film Der Wolfsmensch. Die ersten Zeilen des Refrains stammen hierbei aus dem Gedicht The Tyger von William Blake. Das Lied Elizabeth Dane enthält diverse Samples aus The Fog von John Carpenter und verfolgt durchgehend das Thema der Filmmusik. Die einzelnen Stücke des Albums werden durch Ansagen Otto Mellies’, der deutschen Synchronstimme von Christopher Lee, eingeleitet, die durch ihre charakteristische Tiefe zur düsteren Atmosphäre beiträgt.
Das Folgealbum Carpathia mit dem Untertitel A Dramatic Poem ist ein Konzeptalbum und orientiert sich ebenfalls an Literatur Lovecrafts. Es erzählt die Geschichte eines Geschäftsmannes, der in die Karpaten reist, um dort sein Erbe anzutreten. Durch tiefe, harte Gitarren und großteils orchestrale Begleitung wird eine Atmosphäre geschaffen, die den Gedanken an verschleierte und neblige Wälder Rumäniens erzeugt und die Handlung der Geschichte unterstreicht.
Auf dem dritten Album The Wolves Go Hunt Their Prey legten Schwadorf und Konstanz Wert auf härtere Gitarrenarbeit, wobei jedoch der atmosphärische Charakter der Musik nicht verloren gehen sollte. Textlich beschäftigt sich das Album mit Wolf-Mystik, so zum Beispiel greift das Lied She-Wolf die Werwolfmythologie auf und der Titel des instrumentalen Intros Amala & Kamala nimmt Bezug zur auf wahren Begebenheiten beruhende Geschichte zweier von Wölfen aufgezogener Mädchen (siehe Kamala und Amala), sowie mit der ägyptischen Mythologie. Das Lied By Our Brotherhood with Seth beispielsweise behandelt die Charakteristika des ägyptischen Gottes Seth. Das Album enthält eine Trilogie mit der Thematik des schwarzen Pharaoh (The Black Pharaoh Trilogy), welche sich auf H.P. Lovecrafts Werk The Haunter of the Dark, ein klassisches Werk der Horrorliteratur, bezieht. Der erste Teil der Trilogie ist hierbei eine Einleitung. In Lovecrafts Geschichte vollzieht Nephren-Ka, der schwarze Pharaoh, eine Götzenanbetung im Namen des Gottes Nyarlathotep, wodurch er den leuchtenden Trapezoeder erhält, nach dem der zweite Teil der Trilogie benannt ist (Part II: The Shining Trapezohedron). Beim leuchtenden Trapezoeder handelt es sich um ein Fenster zwischen Zeit und Raum, um welches Nephren-Ka einen dunklen Tempel errichten kann. Der dritte Teil der Trilogie ist mit Part III: The Vault of Nephren-Ka betitelt, spielt also in der Gruft des Pharaoh.
Das vierte Album Set Sail to Mystery bezieht sich durchgehend auf literarische Vorlagen und geschichtliche Ereignisse. Wie auf den Vorgängeralben werden teilweise wieder Elemente aus H.P. Lovecrafts Literatur aufgegriffen. Das Lied The Outsider bezieht sich auf Lovecrafts gleichnamige Kurzgeschichte aus dem Jahr 1926. Mother Nothingness (The Triumph of Ubbo-Sathla) thematisiert das Urelement Ubbo-Sathla, ein Teil des von Lovecraft geschaffenen und durch Clark Ashton Smith erweiterten Cthulhu-Mythos. In A Curse of the Grandest Kind wird Bezug auf einen Fluch aus dem Drama Manfred des britischen Autors Lord Byron genommen. Descend into Maelstrom basiert auf der Kurzgeschichte Hinab in den Maelström von Edgar Allan Poe. Der Liedtext zu I Dined with the Swans greift die Geschichte des deutschen Serienmörders Peter Kürten auf. A Romance with the Grave wurde von einem Gedicht Heinrich Heines beeinflusst. He Who Paints the Black of Night basiert in Teilen auf Oscar Wildes Das Bildnis des Dorian Gray.

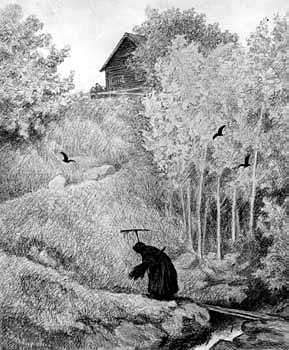
Bild aus der Reihe Svartedauen mit der als alte Frau personifizieren Pest

Das fünfte Album Witching Hour ist ein Konzept-Album, das dem Hexenmythos gewidmet ist. Das Lied The Wood Hag bezieht sich textlich auf das Kindermärchen Hänsel und Gretel. The Cannibal Witch handelt von der menschenfressenden Hexe Baba Jaga. Die Vorlage für Hexenmeister lieferte die historische Figur Doktor Faustus und der Fauststoff. Im Text wird ein Treffen Fausts mit Dämonen und dem Teufel beschrieben, mit dem er einen Pakt schließt. Pesta Approaches nimmt Bezug auf die personifizierte Pest und wurde laut Markus Stock von der Illustrationsserie Svartedauen des norwegischen Malers Theodor Kittelsen inspiriert. Das Lied The Call of the Banshee greift die mythologische Figur der Banshee auf, eines weiblichen Geists im Volksglauben Irlands, die durch ihren Schrei einen bevorstehenden Tod ankündigt. Valkyrie bezieht sich in ähnlicher Manier auf das weibliche Geisterwesen Walküre in der nordischen Mythologie. Im Lied wird eine Schlacht beschrieben, nach deren Ausgang die Walküren die gestorbenen Krieger nach Walhall bringen.

### Musik
The Vision Bleak spielen atmosphärischen Metal mit Einflüssen aus Gothic Metal, Doom Metal und Symphonic Metal und bezeichnen ihren Stil selbst als Horror Metal.
Auf dem Demo Songs of Good Taste erinnern einige Stücke wie zum Beispiel The Sleepy Song musikalisch und gesanglich noch stark an finnischen Dark Rock (HIM, Negative), was aber im Laufe der Bandgeschichte und mit Aufgriff der Horrorthematik immer mehr verschwand.
Die charakteristische ruhige, aber gleichzeitig lauernde, sich in ihrer Spannung steigernde Atmosphäre, die das textliche Konzept untermalt, wird durch teilweise abwechselnde Akustik-, Piano- und Orchesterpassagen mit harten, bruchstückhaften, aber rhythmisch sehr eingängigen Gitarrenriffs, das Aufgreifen und Einweben der häufig sehr simplen Musikthemen aus Horrorfilmen (z. B. im Lied Elizabeth Dane) und Sprachsamples geschaffen. In Verbindung dazu werden oftmals orchestrale Hintergrundtöne eingesetzt. Der Gesang, den Allan B. Konstanz verwendet, ist hauptsächlich klar und tief. Im Wechsel hierzu steht Schwadorfs hoher Kreischgesang.

## Diskografie

### Alben
- The Deathship Has a New Captain (2003, Prophecy Productions)
- Carpathia (2005, Prophecy Productions)
- The Wolves Go Hunt Their Prey (2007, Prophecy Productions)
- Set Sail to Mystery (2010, Prophecy Productions)
- Witching Hour (2013, Prophecy Productions)
- The Unknown (2016, Prophecy Productions)
- Weird Tales (2024, Prophecy Productions)

### Singles und EPs
- Songs of Good Taste (2001, Demo-EP)
- Lone Night Rider (2003, Single, Prophecy Productions)
- The Kindred of the Sunset (2016, Tour-EP, Prophecy Productions)

### Kompilationen
- Timeline – An Introduction to The Vision Bleak (2016, Prophecy Productions)

### Samplerbeiträge
- (Anesthesia) Pulling Teeth auf A Tribute to Kill ’Em All (Beilage zum Metal Hammer, Ausgabe Februar 2013, zusammen mit Eisregen)

### Videoalben
- The Wood Hag (2013)

## Auszeichnungen für Musikverkäufe
| Silberne Schallplatte - Europa (Impala) - 2012: für das Album Carpathia – A Dramatic Poem |

| Land/RegionAuszeichnungen für Musikverkäufe (Land/Region, Auszeichnungen, Verkäufe, Quellen) | Silber  | Gold | Platin | Verkäufe | Quellen         |
| -------------------------------------------------------------------------------------------- | ------- | ---- | ------ | -------- | --------------- |
| Europa (Impala)                                                                              | Silber1 | —    | —      | (20.000) | Einzelnachweise |
| Insgesamt                                                                                    | Silber1 | —    | —      |          |                 |